# Vocea României (sezonul 1)
Primul sezon talent show-ului românesc Vocea României a avut premiera pe 27 septembrie 2011 la Pro TV. Preselecțiile au avut loc pe 26 și 27 iunie 2011 la Hotel Crown Plaza București și pe Internet, prin intermediul unei aplicații specializate.
Pavel Bartoș și Roxana Ionescu au îndeplinit rolul de prezentatori ai emisiunii, iar Vlad Roșca a fost corespondentul din culise. Antrenorii primului sezon au fost Horia Brenciu, Loredana Groza, Smiley și Marius Moga.
În cadrul finalei de pe 26 decembrie 2011, Ștefan Stan, concurent în echipa Smiley, a fost desemnat câștigător al concursului. Emisiunea s-a dovedit a fi un succes pentru Pro TV, iar postul a decis să producă și un al doilea sezon.

## Particularitățile sezonului
- Au existat 3 etape: audițiile pe nevăzute, confruntările și spectacolele live.
- La sfârșitul fiecărei audiții, chiar și în cazul în care concurentul nu a mers mai departe, s-au întors toate cele 4 scaune.
- Antrenorii au format echipe de câte 12 concurenți. După confruntări, aceștia au devenit 6.
- Antrenorii nu au putut fura concurenții pierzători la confruntări.
- La finalul etapei confruntărilor, a avut loc proba cântecului decisiv.
- Nu a existat etapa knockouturilor.
- Fiecare antrenor a avut dreptul de a promova 5 concurenți la etapa spectacolelor live.
- Au existat 7 spectacole live.
- În primele 4 spectacole live, echipele au concurat două câte două, iar eliminarea s-a făcut pe baza cântecului decisiv. În spectacolul al cincilea, eliminarea s-a făcut prin decizia antrenorului, fără o probă suplimentară.
- În semifinală, s-a ales câte un finalist din fiecare echipă, pe baza combinației egale a votului antrenorului și al publicului.

## Echipe
| Legendă                                    | Legendă |
| ------------------------------------------ | --- |
| - Câștigător - Locul 2 - Locul 3 - Locul 4 | - Eliminat în semifinală - Eliminat în primele spectacole live - Eliminat la cântecul decisiv (după confruntări) - Eliminat în etapa confruntărilor - Retras |

| Antrenor          | Antrenor       | Concurenți         | Concurenți         | Concurenți          | Concurenți   |
| ----------------- | -------------- | ------------------ | ------------------ | ------------------- | ------------ |
|                   | Smiley         | Ștefan Stan        | Cătălin Dobre      | Anthony Icuagu      | Marcel Lovin |
| Mihai Popistașu   | Smiley         | Maximilian Muntean | Florina Nițulescu  | Ionel Istrati       |              |
| Gabriel Tran      | Smiley         | Brigitta Szebenyi  | Marian Vasilescu   | Lavinia Vâlcan      |              |
|                   |                |                    |                    |                     |              |
|                   | Loredana Groza | Dragoș Chircu      | Iulian Canaf       | Alexandra Crăescu   | Oana Brutaru |
| Aminda            | Loredana Groza | Alexandra Penciu   | Daniel Lazăr       | Andrei Ion          |              |
| Ana-Maria Fluturu | Loredana Groza | Andra Covaleov     | Ana Odagiu         | Alina Toma          |              |
|                   |                |                    |                    |                     |              |
|                   | Horia Brenciu  | Iuliana Pușchilă   | Irina Tănase       | Daniel Dragomir     | Robert Patai |
| Cristina Vasiu    | Horia Brenciu  | Claudiu Mirea      | Krisztina Koszorús | Lucian Darie        |              |
| Beatrice Vlădan   | Horia Brenciu  | Vlad Gliga         | Lucia Dumitrescu   | Vlad Stoia          |              |
|                   |                |                    |                    |                     |              |
|                   | Marius Moga    | Cristian Sanda     | Liviu Teodorescu   | Oana Radu           | Aldo Blaga   |
| Sebastian Muntean | Marius Moga    | Loredana Căvășdan  | Aura Pohoață       | Georgiana Mototolea |              |
| Andreea Crepcia   | Marius Moga    | Andrei Ciobanu     | Irina Gorga        | Teodora Moroșanu    |              |

## Audiții pe nevăzute

### Episodul 1 (27 septembrie)
Primul din cele 5 episoade înregistrate cuprinzând audiții pe nevăzute a fost difuzat pe 27 septembrie 2011. La începutul emisiunii, cei patru antrenori au cântat împreună melodia „Don't Stop Me Now” a formației Queen.
| Legendă | - ✔ Antrenorul și-a apăsat butonul „EU TE VREAU” - Concurentul a fost eliminat | - Concurentul a intrat automat în echipa antrenorului - Concurentul a ales acest antrenor |

| Ordine | Concurent                   | Vârstă | Origine                         | Cântec                                        | Alegerile antrenorilor și ale concurenților | Alegerile antrenorilor și ale concurenților | Alegerile antrenorilor și ale concurenților | Alegerile antrenorilor și ale concurenților |
| Ordine | Concurent                   | Vârstă | Origine                         | Cântec                                        | Brenciu                                     | Loredana                                    | Smiley                                      | Moga                                        |
| ------ | --------------------------- | ------ | ------------------------------- | --------------------------------------------- | ------------------------------------------- | ------------------------------------------- | ------------------------------------------- | ------------------------------------------- |
| 1      | Ștefan Stan                 | 44     | București                       | „Bensonhurst Blues” (Oscar Benton)            | ✔                                           | ✔                                           | ✔                                           | —                                           |
| 2      | Aminda (Andrea Vâță Diénes) | 38     | Cluj-Napoca                     | „Forget You” (Cee Lo Green)                   | —                                           | ✔                                           | —                                           | —                                           |
| 3      | Gabriela Tănase             | 33     | București                       | „Promise Me” (Beverley Craven)                | —                                           | —                                           | —                                           | —                                           |
| 4      | Vlad Gliga                  | 32     | Cluj-Napoca                     | „Delilah” (Tom Jones)                         | ✔                                           | —                                           | —                                           | —                                           |
| 5      | Brigitta Szebenyi           | 35     | Chișineu-Criș, Arad             | „Ironic” (Alanis Morissette)                  | ✔                                           | ✔                                           | ✔                                           | ✔                                           |
| 6      | Mirela Apostu               | 40     | București                       | „Don't Speak” (No Doubt)                      | —                                           | —                                           | —                                           | —                                           |
| 7      | Aldo Blaga                  | 35     | Carei, Satu Mare                | „If Tomorrow Never Comes” (Garth Brooks)      | ✔                                           | ✔                                           | —                                           | ✔                                           |
| 8      | Dana Elena Torop            | 35     | Craiova                         | „Simply the Best” (Tina Turner)               | —                                           | —                                           | —                                           | —                                           |
| 9      | Liviu Teodorescu            | 29     | București                       | „I Believe I Can Fly” (R. Kelly)              | ✔                                           | ✔                                           | ✔                                           | ✔                                           |
| 10     | Teodora Mărgineanu          | 34     | Câmpulung, Moldovenesc, Suceava | „Stand by Me” (Ben E. King)                   | —                                           | —                                           | —                                           | —                                           |
| 11     | Andra Covaleov              | 41     | București                       | „Hallelujah I Love Her So” (Ray Charles)      | —                                           | ✔                                           | —                                           | —                                           |
| 12     | Claudiu Mirea               | 38     | Craiova                         | „Wild World” (Cat Stevens)                    | ✔                                           | —                                           | —                                           | —                                           |
| 13     | Loredana Căvășdan           | 31     | Oradea                          | „Are You Gonna Be My Girl” (Jet)              | ✔                                           | ✔                                           | ✔                                           | ✔                                           |
| 14     | Adrian Filip                | 41     | București                       | „Unchain My Heart” (Ray Charles / Joe Cocker) | —                                           | —                                           | —                                           | —                                           |
| 15     | Dragoș Chircu               | 39     | București                       | „Summertime” (Abbie Mitchell)                 | ✔                                           | ✔                                           | ✔                                           | ✔                                           |

### Episodul 2 (4 octombrie)
Episodul al doilea a fost difuzat pe 4 octombrie 2011.
| Ordine | Concurent           | Vârstă | Origine               | Cântec                                            | Alegerile antrenorilor și ale concurenților | Alegerile antrenorilor și ale concurenților | Alegerile antrenorilor și ale concurenților | Alegerile antrenorilor și ale concurenților |
| Ordine | Concurent           | Vârstă | Origine               | Cântec                                            | Brenciu                                     | Loredana                                    | Smiley                                      | Moga                                        |
| ------ | ------------------- | ------ | --------------------- | ------------------------------------------------- | ------------------------------------------- | ------------------------------------------- | ------------------------------------------- | ------------------------------------------- |
| 1      | Cătălin Dobre       | 30     | Codlea, Brașov        | „I Feel Good” (James Brown)                       | —                                           | —                                           | ✔                                           | —                                           |
| 2      | Beatrice Vlădan     | 31     | Săcele, Brașov        | „I'm Outta Love” (Anastacia)                      | ✔                                           | —                                           | ✔                                           | ✔                                           |
| 3      | Vlad Stoia          | 39     | București             | „Hello” (Lionel Richie)                           | ✔                                           | ✔                                           | ✔                                           | ✔                                           |
| 4      | Vladimir Catană     | 35     | București             | „Memory” (Elaine Paige)                           | —                                           | —                                           | —                                           | —                                           |
| 5      | Ana Odagiu          | 35     | București             | „Never Forget You” (Noisettes)                    | —                                           | ✔                                           | —                                           | —                                           |
| 6      | Bogdan Gheorghe     | 30     | București             | „Cerul” (Proconsul)                               | —                                           | —                                           | —                                           | —                                           |
| 7      | Iuliana Pușchilă    | 26     | Mangalia              | „Bleeding Love” (Leona Lewis)                     | ✔                                           | ✔                                           | ✔                                           | —                                           |
| 8      | Ionel Istrati       | 30     | Chișinău              | „Bulería” (David Bisbal)                          | —                                           | —                                           | ✔                                           | ✔                                           |
| 9      | Teodora Moroșanu    | 35     | București             | „Perfect” (Pink)                                  | —                                           | —                                           | —                                           | ✔                                           |
| 10     | Veronica Junger     | 50     | București             | „Walking in Memphis” (Marc Cohn)                  | —                                           | —                                           | —                                           | —                                           |
| 11     | Mihăiță Bordeianu   | 35     | Broșteni              | „Dacă ploaia s-ar opri” (Cargo)                   | —                                           | —                                           | —                                           | —                                           |
| 12     | Georgiana Mototolea | 41     | București             | „Oh! Darling” (The Beatles)                       | ✔                                           | —                                           | —                                           | ✔                                           |
| 13     | Cristina Vasiu      | 29     | Lupeni, Hunedoara     | „Price Tag” (Jessie J)                            | ✔                                           | —                                           | —                                           | —                                           |
| 14     | Vlad Erdei          | 31     | Timișoara             | „Maria Maria” (Carlos Santana și The Product G&B) | —                                           | —                                           | —                                           | —                                           |
| 15     | Marian Vasilescu    | 30     | Drobeta-Turnu Severin | „The Scientist” (Coldplay)                        | —                                           | —                                           | ✔                                           | —                                           |

### Episodul 3 (11 octombrie)
Episodul al treilea a fost difuzat pe 11 octombrie 2011.
| Ordine | Concurent         | Vârstă | Origine          | Cântec                                      | Alegerile antrenorilor și ale concurenților | Alegerile antrenorilor și ale concurenților | Alegerile antrenorilor și ale concurenților | Alegerile antrenorilor și ale concurenților |
| Ordine | Concurent         | Vârstă | Origine          | Cântec                                      | Brenciu                                     | Loredana                                    | Smiley                                      | Moga                                        |
| ------ | ----------------- | ------ | ---------------- | ------------------------------------------- | ------------------------------------------- | ------------------------------------------- | ------------------------------------------- | ------------------------------------------- |
| 1      | Paula Ghivirigă   | 34     | Fălticeni        | „No One” (Alicia Keys)                      | —                                           | —                                           | —                                           | —                                           |
| 2      | Andrei Ciobanu    | 30     | Bacău            | „Home” (Michael Bublé)                      | —                                           | ✔                                           | ✔                                           | ✔                                           |
| 3      | Irina Gorga       | 31     | Măcin            | „Fly Me to the Moon” (Frank Sinatra)        | —                                           | —                                           | —                                           | ✔                                           |
| 4      | Daniel Dragomir   | 34     | București        | „It's Not Unusual” (Tom Jones)              | ✔                                           | ✔                                           | —                                           | —                                           |
| 5      | Vasile Seserman   | 34     | Suceava          | „Hotel California” (Eagles)                 | —                                           | —                                           | —                                           | —                                           |
| 6      | Nicolae Stoican   | 34     | Popești-Leordeni | „Superstition” (Stevie Wonder)              | —                                           | —                                           | —                                           | —                                           |
| 7      | Lucian Darie      | 48     | Piatra Neamț     | „Unforgettable” (Nat King Cole)             | ✔                                           | ✔                                           | ✔                                           | ✔                                           |
| 8      | Oana Brutaru      | 32     | Roșiorii de Vede | „Proud Mary” (Creedence Clearwater Revival) | ✔                                           | ✔                                           | —                                           | —                                           |
| 9      | Andrei Ion        | 36     | București        | „Shape of My Heart” (Sting)                 | —                                           | ✔                                           | —                                           | —                                           |
| 10     | George Dogaru     | 31     | Constanța        | „Dacă ai ști” (Direcția 5)                  | —                                           | —                                           | —                                           | —                                           |
| 11     | Irina Tănase      | 34     | Bacău            | „Summertime” (Abbie Mitchell)               | ✔                                           | —                                           | ✔                                           | —                                           |
| 12     | Horia Cristea     | 52     | București        | „Blue Suede Shoes” (Carl Perkins)           | —                                           | —                                           | —                                           | —                                           |
| 13     | Alexandra Crăescu | 33     | Moinești         | „The Show Must Go On” (Queen)               | ✔                                           | ✔                                           | —                                           | —                                           |
| 14     | Cristina Croitoru | 33     | Chișinău         | „I Will Love Again” (Lara Fabian)           | —                                           | —                                           | —                                           | —                                           |
| 15     | Florina Nițulescu | 28     | Târgu Jiu        | „Chain of Fools” (Aretha Franklin)          | —                                           | —                                           | ✔                                           | —                                           |

### Episodul 4 (18 octombrie)
Episodul al patrulea a fost difuzat pe 18 octombrie 2011.
| Ordine | Concurent          | Vârstă | Origine      | Cântec                                                 | Alegerile antrenorilor și ale concurenților | Alegerile antrenorilor și ale concurenților | Alegerile antrenorilor și ale concurenților | Alegerile antrenorilor și ale concurenților |
| Ordine | Concurent          | Vârstă | Origine      | Cântec                                                 | Brenciu                                     | Loredana                                    | Smiley                                      | Moga                                        |
| ------ | ------------------ | ------ | ------------ | ------------------------------------------------------ | ------------------------------------------- | ------------------------------------------- | ------------------------------------------- | ------------------------------------------- |
| 1      | Anthony Icuagu     | 35     | București    | „Use Somebody” (Kings of Leon)                         | —                                           | ✔                                           | ✔                                           | ✔                                           |
| 2      | Oana Zamfir        | 34     | Brașov       | „Rolling in the Deep” (Adele)                          | —                                           | —                                           | —                                           | —                                           |
| 3      | Sebastian Muntean  | 32     | București    | „Kiss from a Rose” (Seal)                              | —                                           | ✔                                           | ✔                                           | ✔                                           |
| 4      | Maximilian Muntean | 34     | București    | „Everything” (Michael Bublé)                           | —                                           | ✔                                           | ✔                                           | —                                           |
| 5      | Cristian Baciu     | 47     | București    | „Blue Suede Shoes” (Carl Perkins)                      | —                                           | —                                           | —                                           | —                                           |
| 6      | Alexandra Penciu   | 26     | Galați       | „Incomplete” (Backstreet Boys)                         | —                                           | ✔                                           | —                                           | —                                           |
| 7      | Krisztina Koszorús | 32     | Târgu Mureș  | „Smooth Operator” (Sade)                               | ✔                                           | —                                           | ✔                                           | —                                           |
| 8      | Iulian Canaf       | 48     | Iași         | „Knockin' on Heaven's Door” (Guns N' Roses)            | —                                           | ✔                                           | —                                           | —                                           |
| 9      | Oana Radu          | 27     | Craiova      | „Turning Tables” (Adele)                               | ✔                                           | ✔                                           | ✔                                           | ✔                                           |
| 10     | Alina Hordilă      | 34     | Vaslui       | „Nobody's Wife” (Anouk)                                | —                                           | —                                           | —                                           | —                                           |
| 11     | Gabriel Tran       | 34     | Bumbești-Jiu | „If Tomorrow Never Comes” (Garth Brooks)               | —                                           | —                                           | ✔                                           | —                                           |
| 12     | Teodora Sima       | 27     | București    | „No One” (Alicia Keys)                                 | —                                           | —                                           | —                                           | —                                           |
| 13     | Andreea Crepcia    | 35     | București    | „When Love Takes Over” (David Guetta și Kelly Rowland) | ✔                                           | —                                           | ✔                                           | ✔                                           |
| 14     | Levente Szász      | 35     | București    | „It's All Coming Back to Me Now” (Pandora's Box)       | —                                           | —                                           | —                                           | —                                           |
| 15     | Robert Patai       | 43     | București    | „Purple Rain” (Prince și The Revolution)               | ✔                                           | ✔                                           | —                                           | ✔                                           |

### Episodul 5 (25 octombrie)
Episodul al cincilea a fost difuzat pe 25 octombrie 2011.
| Ordine | Concurent             | Vârstă | Origine   | Cântec                                            | Alegerile antrenorilor și ale concurenților | Alegerile antrenorilor și ale concurenților | Alegerile antrenorilor și ale concurenților | Alegerile antrenorilor și ale concurenților |
| Ordine | Concurent             | Vârstă | Origine   | Cântec                                            | Brenciu                                     | Loredana                                    | Smiley                                      | Moga                                        |
| ------ | --------------------- | ------ | --------- | ------------------------------------------------- | ------------------------------------------- | ------------------------------------------- | ------------------------------------------- | ------------------------------------------- |
| 1      | Veronica Anghel       | 36     | Măgurele  | „I Bruise Easily” (Natasha Bedingfield)           | —                                           | —                                           | —                                           | —                                           |
| 2      | Marcel Lovin          | 35     | Bacău     | „Me and Mrs. Jones” (Billy Paul)                  | ✔                                           | ✔                                           | ✔                                           | ✔                                           |
| 3      | Lavinia Simina Vâlcan | 37     | Timișoara | „Pas în doi” (Bere Gratis)                        | —                                           | —                                           | ✔                                           | —                                           |
| 4      | Daniel Lazăr          | 43     | București | „Let Me Entertain You” (Robbie Williams)          | —                                           | ✔                                           | —                                           | —                                           |
| 5      | Mihai Popistașu       | 32     | Iași      | „Incomplete” (Backstreet Boys)                    | ✔                                           | ✔                                           | ✔                                           | ✔                                           |
| 6      | Mirela Boțocan        | 39     | Sibiu     | „What's Up?” (4 Non Blondes)                      | —                                           | —                                           | —                                           | —                                           |
| 7      | Mihai Grigoraș        | 36     | Bacău     | „Freedom! '90” (George Michael)                   | —                                           | —                                           | —                                           | —                                           |
| 8      | Lucia Dumitrescu      | 31     | București | „Ain't No Other Man” (Christina Aguilera)         | ✔                                           | —                                           | —                                           | —                                           |
| 9      | Ana-Maria Fluturu     | 34     | Galați    | „Baby Love” (The Supremes)                        | —                                           | ✔                                           | —                                           | —                                           |
| 10     | Andra Fănică          | 26     | Tecuci    | „I Don't Want to Miss a Thing” (Aerosmith)        | —                                           | —                                           | —                                           | —                                           |
| 11     | Elena Sandu           | 39     | București | „Mi-ai luat inima” (Proconsul)                    | —                                           | —                                           | —                                           | —                                           |
| 12     | Cristian Sanda        | 28     | Craiova   | „Sorry Seems to Be the Hardest Word” (Elton John) | ✔                                           | ✔                                           | ✔                                           | ✔                                           |
| 13     | Aura Pohoață          | 35     | București | „Nobody's Wife” (Anouk)                           | —                                           | ✔                                           | —                                           | ✔                                           |
| 14     | Alexandru Neș         | 32     | Constanța | „Sway” (Dean Martin)                              | —                                           | —                                           | —                                           | —                                           |
| 15     | Alina Toma            | 34     | Galați    | „It's a Man's Man's Man's World” (James Brown)    | —                                           | ✔                                           | —                                           | —                                           |

## Confruntări, cântecul decisiv
După audițiile pe nevăzute, fiecare antrenor a avut câte 12 concurenți pentru etapa confruntărilor, care a fost difuzată de-a lungul a trei episoade: pe 1, 8 și 15 noiembrie. Antrenorii și-au redus numărul de concurenți la jumătate, cu ajutorul unor consilieri. Horia Brenciu a ales să facă echipă cu Monica Anghel, Loredana Groza a decis să o aibă alături pe Dana Dorian, Smiley l-a ales pe Alex Velea, iar lui Marius Moga i s-a alăturat Randi. La finalul etapei confruntărilor, a avut loc runda „Cântecului decisiv”, prin care antrenorii și-au mai eliminat un concurent din echipă.

### Confruntări (1, 8, 15 noiembrie)
| Legendă | Concurent învingător | Concurent eliminat |

| Ordine                    | Antrenor                 | Învingător               | Învingător               | Cântec                                                       | Învins                   |                          |                          |                          |
| Episodul 6 (1 noiembrie)  | Episodul 6 (1 noiembrie) | Episodul 6 (1 noiembrie) | Episodul 6 (1 noiembrie) | Episodul 6 (1 noiembrie)                                     | Episodul 6 (1 noiembrie) | Episodul 6 (1 noiembrie) | Episodul 6 (1 noiembrie) | Episodul 6 (1 noiembrie) |
| ------------------------- | ------------------------ | ------------------------ | ------------------------ | ------------------------------------------------------------ | ------------------------ | ------------------------ | ------------------------ | ------------------------ |
| 1                         | Smiley                   | Cătălin Dobre            | Cătălin Dobre            | „Beat It” (Michael Jackson)                                  | Ionel Istrati            |                          |                          |                          |
| 2                         | Marius Moga              | Cristian Sanda           | Cristian Sanda           | „Cry Me a River” (Justin Timberlake)                         | Aura Pohoață             |                          |                          |                          |
| 3                         | Horia Brenciu            | Claudiu Mirea            | Claudiu Mirea            | „Every Breath You Take” (The Police)                         | Vlad Stoia               |                          |                          |                          |
| 4                         | Loredana Groza           | Aminda                   | Aminda                   | „Valerie” (Mark Ronson și Amy Winehouse)                     | Ana Odagiu               |                          |                          |                          |
| 5                         | Smiley                   | Ștefan Stan              | Ștefan Stan              | „Give Me One Reason” (Tracy Chapman)                         | Florina Nițulescu        |                          |                          |                          |
| 6                         | Horia Brenciu            | Iuliana Pușchilă         | Iuliana Pușchilă         | „Tattoo” (Jordin Sparks)                                     | Krisztina Koszorús       |                          |                          |                          |
| 7                         | Marius Moga              | Sebastian Muntean        | Sebastian Muntean        | „Broken Strings” (James Morrison și Nelly Furtado)           | Irina Gorga              |                          |                          |                          |
| Episodul 7 (8 noiembrie)  |                          |                          |                          |                                                              |                          |                          |                          |                          |
| 1                         | Marius Moga              | Aldo Blaga               | Aldo Blaga               | „I Want It That Way” (Backstreet Boys)                       | Andrei Ciobanu           |                          |                          |                          |
| 2                         | Horia Brenciu            | Daniel Dragomir          | Daniel Dragomir          | „It Takes Two” (Rod Stewart și Tina Turner)                  | Beatrice Vlădan          |                          |                          |                          |
| 3                         | Marius Moga              | Oana Radu                | Oana Radu                | „Halo” (Beyoncé Knowles)                                     | Andreea Crepcia          |                          |                          |                          |
| 4                         | Smiley                   | Maximilian Muntean       | Maximilian Muntean       | „Hey Jude” (The Beatles)                                     | Marian Vasilescu         |                          |                          |                          |
| 5                         | Marius Moga              | Loredana Căvășdan        | Loredana Căvășdan        | „So What” (Pink)                                             | Teodora Moroșanu         |                          |                          |                          |
| 6                         | Loredana Groza           | Iulian Canaf             | Iulian Canaf             | „Sailing” (Rod Stewart)                                      | Andrei Ion               |                          |                          |                          |
| 7                         | Smiley                   | Anthony Icuagu           | Marcel Lovin             | „So Sick” (Ne-Yo)                                            | Gabriel Tran             |                          |                          |                          |
| 8                         | Loredana Groza           | Alexandra Penciu         | Alexandra Penciu         | „Why” (Annie Lennox)                                         | Alina Toma               |                          |                          |                          |
| Episodul 8 (15 noiembrie) |                          |                          |                          |                                                              |                          |                          |                          |                          |
| 1                         | Horia Brenciu            | Cristina Vasiu           | Cristina Vasiu           | „Lady Marmalade” (Christina Aguilera, Lil' Kim, Mýa și Pink) | Lucia Dumitrescu         |                          |                          |                          |
| 2                         | Loredana Groza           | Oana Brutaru             | Oana Brutaru             | „Only Girl (In the World)” (Rihanna)                         | Andra Covaleov           |                          |                          |                          |
| 3                         | Marius Moga              | Liviu Teodorescu         | Liviu Teodorescu         | „You Are Not Alone” (Michael Jackson)                        | Georgiana Mototolea      |                          |                          |                          |
| 4                         | Horia Brenciu            | Robert Patai             | Robert Patai             | „All for Love” (Bryan Adams, Rod Stewart și Sting)           | Vlad Gliga               |                          |                          |                          |
| 5                         | Loredana Groza           | Alexandra Crăescu        | Alexandra Crăescu        | „I Drove All Night” (Céline Dion)                            | Ana-Maria Fluturu        |                          |                          |                          |
| 6                         | Smiley                   | Mihai Popistașu          | Mihai Popistașu          | „Need You Now” (Lady Antebellum)                             | Brigitta Szebenyi        |                          |                          |                          |
| 7                         | Horia Brenciu            | Irina Tănase             | Irina Tănase             | „Easy Lover” (Philip Bailey și Phil Collins)                 | Lucian Darie             |                          |                          |                          |
| 8                         | Loredana Groza           | Dragoș Chircu            | Dragoș Chircu            | „With or Without You” (U2)                                   | Daniel Lazăr             |                          |                          |                          |

1. ↑  Cum Lavinia Vâlcan s-a retras din concurs (vezi #Controverse),[15] Anthony Icuagu a concurat alături de Gabriel Tran și Marcel Lovin, formând singurul trio în etapa confruntărilor.[16][17]

### Cântecul decisiv (15 noiembrie)
| Ordine | Antrenor       | Cântec                                      | Concurenți        | Concurenți         | Cântec                           |
| ------ | -------------- | ------------------------------------------- | ----------------- | ------------------ | -------------------------------- |
| 1      | Marius Moga    | „Kiss from a Rose” (Seal)                   | Sebastian Muntean | Loredana Căvășdan  | „Are You Gonna Be My Girl” (Jet) |
| 2      | Loredana Groza | „Proud Mary” (Creedence Clearwater Revival) | Oana Brutaru      | Alexandra Penciu   | „Incomplete” (Backstreet Boys)   |
| 3      | Horia Brenciu  | „Wild World” (Cat Stevens)                  | Claudiu Mirea     | Daniel Dragomir    | „It's Not Unusual” (Tom Jones)   |
| 4      | Smiley         | „Incomplete” (Backstreet Boys)              | Mihai Popistașu   | Maximilian Muntean | „Everything” (Michael Bublé)     |

## Spectacole live

### Săptămâna 1: primii 20, partea I (22 noiembrie)
Primul spectacol live a avut loc pe 22 noiembrie 2011. În cadrul acestuia, au concurat echipa Brenciu și echipa Smiley. S-a introdus și votul public prin SMS și telefon, prin care telespectatorii au putut salva câte doi concurenți din fiecare echipă. Doi din cei rămași au fost nominalizați de antrenor pentru a intra la „Cântecul decisiv”, reinterpretându-și piesele din acea seară; unul dintre ei a părăsit competiția.

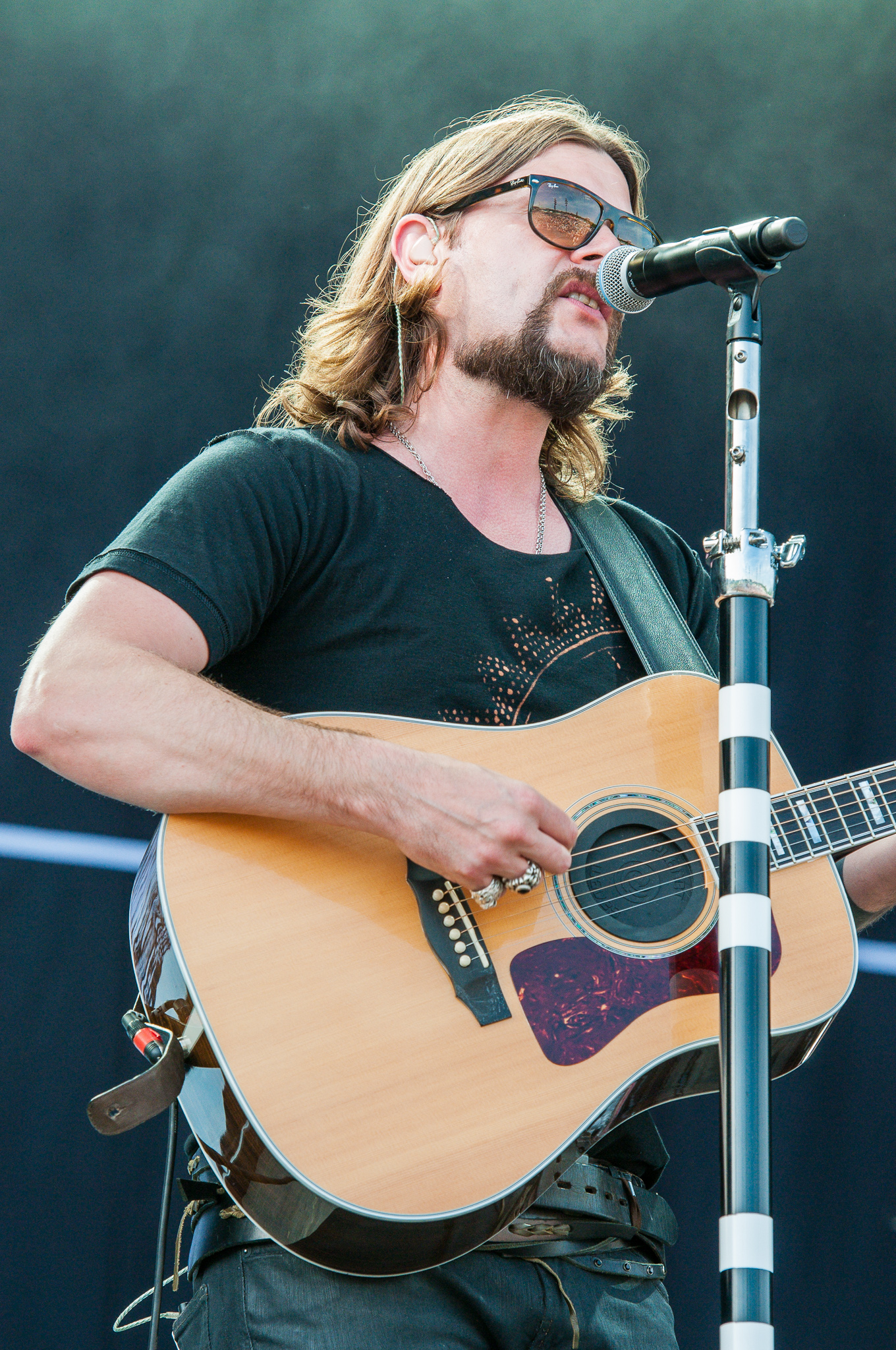
Rea Garvey, solistul trupei Reamonn

| Legendă | - Concurent salvat de public - Concurent salvat de antrenor | - Concurent participant la „Cântecul decisiv” - Concurent eliminat |

| Ordine | Antrenor      | Concurent        | Cântec                                                         | Rezultat           | Rezultat           |
| ------ | ------------- | ---------------- | -------------------------------------------------------------- | ------------------ | ------------------ |
| 1      | Horia Brenciu | Robert Patai     | „Crazy” (Gnarls Barkley)                                       | Cântecul decisiv   | Salvat             |
| 2      | Smiley        | Marcel Lovin     | „If You Don't Know Me by Now” (Harold Melvin & the Blue Notes) | Salvat de antrenor | Salvat de antrenor |
| 3      | Horia Brenciu | Cristina Vasiu   | „Single Ladies (Put a Ring on It)” (Beyoncé Knowles)           | Cântecul decisiv   | Eliminată          |
| 4      | Smiley        | Cătălin Dobre    | „Breathe Easy” (Blue)                                          | Salvat de public   | Salvat de public   |
| 5      | Horia Brenciu | Iuliana Pușchilă | „Walking on Sunshine” (Katrina and the Waves)                  | Salvată de public  | Salvată de public  |
| 6      | Smiley        | Mihai Popistașu  | „Grenade” (Bruno Mars)                                         | Cântecul decisiv   | Eliminat           |
| 7      | Horia Brenciu | Irina Tănase     | „At Last” (Etta James)                                         | Salvată de public  | Salvată de public  |
| 8      | Smiley        | Anthony Icuagu   | „Down” (Jay Sean și Lil Wayne)                                 | Cântecul decisiv   | Salvat             |
| 9      | Horia Brenciu | Daniel Dragomir  | „Two Princes” (Spin Doctors)                                   | Salvat de antrenor | Salvat de antrenor |
| 10     | Smiley        | Ștefan Stan      | „Still Got the Blues (For You)” (Gary Moore)                   | Salvat de public   | Salvat de public   |

| Ordine | Artist                                               | Cântec                                |
| ------ | ---------------------------------------------------- | ------------------------------------- |
| 1      | Horia Brenciu, Loredana Groza, Smiley și Marius Moga | „Mamma Mia” (ABBA)                    |
| 2      | Rea Garvey                                           | „Tonight” (Reamonn)                   |
| 3      | Rea Garvey                                           | „I Can't Stand the Silence” (Reamonn) |

### Săptămâna 2: primii 20, partea a II-a (29 noiembrie)
Pe 29 noiembrie 2011, au concurat echipa Loredana și echipa Moga. Votarea a avut loc la fel ca în săptămâna precedentă.
| Ordine | Antrenor       | Concurent         | Cântec                                  | Rezultat            | Rezultat            |
| ------ | -------------- | ----------------- | --------------------------------------- | ------------------- | ------------------- |
| 1      | Loredana Groza | Aminda            | „The Edge of Glory” (Lady Gaga)         | Cântecul decisiv    | Eliminată           |
| 2      | Marius Moga    | Sebastian Muntean | „Just the Way You Are” (Bruno Mars)     | Cântecul decisiv    | Eliminat            |
| 3      | Loredana Groza | Oana Brutaru      | „I'm Like a Bird” (Nelly Furtado)       | Cântecul decisiv    | Salvată             |
| 4      | Marius Moga    | Aldo Blaga        | „I'm Yours” (Jason Mraz)                | Cântecul decisiv    | Salvat              |
| 5      | Loredana Groza | Iulian Canaf      | „Blue Moon” (Nat King Cole)             | Salvat de public    | Salvat de public    |
| 6      | Marius Moga    | Cristian Sanda    | „Hero” (Enrique Iglesias)               | Salvat de antrenor  | Salvat de antrenor  |
| 7      | Loredana Groza | Alexandra Crăescu | „Livin' on a Prayer” (Bon Jovi)         | Salvată de antrenor | Salvată de antrenor |
| 8      | Marius Moga    | Oana Radu         | „Someone Like You” (Adele)              | Salvată de public   | Salvată de public   |
| 9      | Loredana Groza | Dragoș Chircu     | „Unchained Melody” (Righteous Brothers) | Salvat de public    | Salvat de public    |
| 10     | Marius Moga    | Liviu Teodorescu  | „Always on My Mind” (Elvis Presley)     | Salvat de public    | Salvat de public    |

| Ordine | Artist       | Cântec                         |
| ------ | ------------ | ------------------------------ |
| 1      | Ben Saunders | „Use Somebody” (Kings of Leon) |
| 2      | Ben Saunders | „Dry Your Eyes”                |

### Săptămâna 3.1: primii 16, partea I (6 decembrie)
În episodul din 6 decembrie 2011, regulile au diferit față de săptămâna precedentă în sensul că votul publicului a putut salva un singur concurent din fiecare echipă. În această ediție, au concurat echipa Brenciu și echipa Smiley.
| Ordine | Antrenor      | Concurent        | Cântec                                | Rezultat           | Rezultat           |
| ------ | ------------- | ---------------- | ------------------------------------- | ------------------ | ------------------ |
| 1      | Smiley        | Ștefan Stan      | „Father Figure” (George Michael)      | Salvat de public   | Salvat de public   |
| 2      | Horia Brenciu | Irina Tănase     | „De-ar fi să vii” (Mihaela Runceanu)  | Cântecul decisiv   | Salvată            |
| 3      | Smiley        | Cătălin Dobre    | „I Want to Break Free” (Queen)        | Salvat de antrenor | Salvat de antrenor |
| 4      | Horia Brenciu | Robert Patai     | „I'll Make Love to You” (Boyz II Men) | Cântecul decisiv   | Eliminat           |
| 5      | Smiley        | Anthony Icuagu   | „I Swear” (All-4-One)                 | Cântecul decisiv   | Salvat             |
| 6      | Horia Brenciu | Iuliana Pușchilă | „Stop!” (Sam Brown)                   | Salvată de public  | Salvată de public  |
| 7      | Smiley        | Marcel Lovin     | „Caught Up” (Usher)                   | Cântecul decisiv   | Eliminat           |
| 8      | Horia Brenciu | Daniel Dragomir  | „She's the One” (Robbie Williams)     | Salvat de antrenor | Salvat de antrenor |

| Ordine | Artist                                   | Cântec                                                |
| ------ | ---------------------------------------- | ----------------------------------------------------- |
| 1      | Horia Brenciu și cei 4 concurenți ai săi | „Blame It on the Boogie” (The Jacksons)               |
| 2      | Valentin Dinu                            | „Wake Me Up Before You Go-Go” (Wham!)                 |
| 3      | Smiley și cei 4 concurenți ai săi        | „Celebration” (Kool & the Gang)                       |
| 4      | Loredana Groza și Marius Moga            | „Especially for You” (Kylie Minogue și Jason Donovan) |
| 5      | Valentin Dinu                            | „Superstition” (Stevie Wonder)                        |

### Săptămâna 3.2: primii 16, partea a II-a (9 decembrie)
Regulile au fost aceleași în episodul din 9 decembrie 2011, în care au concurat echipa Loredana și echipa Moga.
| Ordine | Antrenor       | Concurent         | Cântec                              | Rezultat           | Rezultat           |
| ------ | -------------- | ----------------- | ----------------------------------- | ------------------ | ------------------ |
| 1      | Marius Moga    | Liviu Teodorescu  | „Right Here Waiting” (Richard Marx) | Salvat de antrenor | Salvat de antrenor |
| 2      | Loredana Groza | Oana Brutaru      | „Time After Time” (Cyndi Lauper)    | Cântecul decisiv   | Eliminată          |
| 3      | Marius Moga    | Aldo Blaga        | „Așa frumoasă” (Holograf)           | Cântecul decisiv   | Eliminat           |
| 4      | Loredana Groza | Dragoș Chircu     | „Take on Me” (A-ha)                 | Salvat de antrenor | Salvat de antrenor |
| 5      | Marius Moga    | Oana Radu         | „Listen” (Beyoncé Knowles)          | Cântecul decisiv   | Salvată            |
| 6      | Loredana Groza | Iulian Canaf      | „Sunny” (James Brown)               | Salvat de public   | Salvat de public   |
| 7      | Marius Moga    | Cristian Sanda    | „Say Something” (Laurențiu Cazan)   | Salvat de public   | Salvat de public   |
| 8      | Loredana Groza | Alexandra Crăescu | „Cry Me Out” (Pixie Lott)           | Cântecul decisiv   | Salvată            |

| Ordine | Artist                                           | Cântec                                      |
| ------ | ------------------------------------------------ | ------------------------------------------- |
| 1      | Cei 4 concurenți ai Loredanei Groza              | „I Should Be So Lucky” (Kylie Minogue)      |
| 2      | Kate Ryan                                        | „Voyage, Voyage”                            |
| 3      | Marius Moga și cei 4 concurenți ai săi           | „Bohemian Rhapsody” (Queen)                 |
| 4      | Dan Teodorescu și cei 4 concurenți ai lui Smiley | „Cele două cuvinte” (Taxi)                  |
| 5      | Steliana Hristova                                | „I Love Rock 'n' Roll” (Arrows)             |
| 6      | Loredana Groza și cei 4 concurenți ai săi        | „O fată singură în noapte” (Loredana Groza) |
| 7      | Cei 4 concurenți ai lui Marius Moga              | „Heal the World” (Michael Jackson)          |
| 8      | Cei 4 concurenți ai lui Horia Brenciu            | „Stayin' Alive” (Bee Gees)                  |
| 9      | Kate Ryan și Narco                               | „Broken”                                    |

### Săptămâna 4.1: primii 12 (13 decembrie)
Toți concurenții rămași în competiție au concurat în episodul din 13 decembrie 2011. Din fiecare echipă, voturile publicului și antrenorul au salvat câte un concurent, renunțându-se la „Cântecul decisiv”. Astfel, în concurs au rămas 8 concurenți — câte doi din fiecare echipă.
| Ordine | Antrenor       | Concurent         | Cântec                                            | Rezultat            |
| ------ | -------------- | ----------------- | ------------------------------------------------- | ------------------- |
| 1      | Loredana Groza | Iulian Canaf      | „I Got a Woman” (Ray Charles)                     | Salvat de antrenor  |
| 2      | Marius Moga    | Oana Radu         | „I Will Survive” (Gloria Gaynor)                  | Eliminată           |
| 3      | Smiley         | Anthony Icuagu    | „Man in the Mirror” (Michael Jackson)             | Eliminat            |
| 4      | Horia Brenciu  | Irina Tănase      | „If I Ain't Got You” (Alicia Keys)                | Salvată de antrenor |
| 5      | Smiley         | Cătălin Dobre     | „Sex on Fire” (Kings of Leon)                     | Salvat de antrenor  |
| 6      | Marius Moga    | Liviu Teodorescu  | „Trouble” (Elvis Presley)                         | Salvat de antrenor  |
| 7      | Loredana Groza | Alexandra Crăescu | „Hot Stuff” (Donna Summer)                        | Eliminată           |
| 8      | Horia Brenciu  | Iuliana Pușchilă  | „Big Girls Don't Cry” (Fergie)                    | Salvată de public   |
| 9      | Marius Moga    | Cristian Sanda    | „Ain't No Sunshine” (Kris Allen)                  | Salvat de public    |
| 10     | Horia Brenciu  | Daniel Dragomir   | „Più bella cosa” (Eros Ramazzotti)                | Eliminat            |
| 11     | Smiley         | Ștefan Stan       | „(Everything I Do) I Do It for You” (Bryan Adams) | Salvat de public    |
| 12     | Loredana Groza | Dragoș Chircu     | „Careless Whisper” (George Michael)               | Salvat de public    |

| Ordine | Artist                          | Cântec                               |
| ------ | ------------------------------- | ------------------------------------ |
| 1      | Loredana Groza                  | „Lele”                               |
| 2      | Sunrise Avenue                  | „Fairytale Gone Bad”                 |
| 3      | Horia Brenciu și Loredana Groza | „Mi-e dor de tine” (Mălina Olinescu) |
| 4      | Sunrise Avenue                  | „Hollywood Hills”                    |

### Săptămâna 4.2: semifinala (16 decembrie)
Penultimul episod a fost difuzat pe 16 decembrie 2011. Fiecare antrenor și-a exprimat preferințele (referitor la cei doi concurenți ai săi) în procente. Acestea s-au adăugat la procentele votului public. Din fiecare echipă, concurentul cu cel mai mare punctaj s-a calificat în finală.
| Antrenor       | Concurent        | Ordine | Primul cântec                                | Ordine | Al doilea cântec                                          | Rezultat  |
| -------------- | ---------------- | ------ | -------------------------------------------- | ------ | --------------------------------------------------------- | --------- |
| Marius Moga    | Cristian Sanda   | 1      | „Oameni” (Aurelian Andreescu)                | 9      | „Nothing's Gonna Change My Love for You” (Glenn Medeiros) | Salvat    |
| Smiley         | Cătălin Dobre    | 2      | „Bed of Roses” (Bon Jovi)                    | 10     | „Cea mai tare piesă” (Smiley)                             | Eliminat  |
| Loredana Groza | Iulian Canaf     | 3      | „Vagabondul vieții mele” (Gheorghe Dinică)   | 11     | „What a Wonderful World” (Louis Armstrong)                | Eliminat  |
| Horia Brenciu  | Iuliana Pușchilă | 4      | „Listen to Your Heart” (Roxette)             | 12     | „Spune-mi” (Monica Anghel)                                | Salvată   |
| Marius Moga    | Liviu Teodorescu | 5      | „În lipsa mea” (Smiley și Uzzi)              | 13     | „Feel” (Robbie Williams)                                  | Eliminat  |
| Smiley         | Ștefan Stan      | 6      | „Fever” (Michael Bublé)                      | 14     | „Hai acasă” (Gil Dobrică)                                 | Salvat    |
| Horia Brenciu  | Irina Tănase     | 7      | „Vreau să vii în viața mea” (Aura Urziceanu) | 16     | „Respect” (Aretha Franklin)                               | Eliminată |
| Loredana Groza | Dragoș Chircu    | 8      | „Vorbe care dor” (3rei Sud Est)              | 15     | „You Raise Me Up” (Josh Groban)                           | Salvat    |

| Ordine | Artist           | Cântec |
| ------ | ---------------- | --- |
| 1      | Cei 8 concurenți | - „Bună dimineața la Moș Ajun” - „Domn, Domn, să-nălțăm” - „Jingle Bells” |
| 2      | Mohombi          | „Coconut Tree” (Mohombi și Nicole Scherzinger) |
| 3      | Loredana Groza   | - Colaj: - „Bună seara, iubito!” (Loredana Groza și Ion Caramitru) - „Cine te crezi?” - „Dar-ar naiba-n tine, dragoste” (Ileana Sărăroiu) - „Tomilio” (Loredana Groza și Direcția 5) - „Mărioară de la Gorj” (Maria Tănase) - „Maria neichii, Mărie” (Zavaidoc) |
| 4      | Smiley           | „Piesa care nu se aude la radio” |
| 5      | Horia Brenciu    | „Fac ce-mi spune inima” |
| 6      | Cătălin Josan    | „Fragile” (Sting) |
| 7      | Mohombi          | „In Your Head” / „Bumpy Ride” |

| Antrenor       | Finalist         | Finalist | Procent antrenor/televot | Eliminat | Eliminat         |
| -------------- | ---------------- | -------- | ------------------------ | -------- | ---------------- |
| Marius Moga    | Cristian Sanda   | 104%     | 50%                      | 96%      | Liviu Teodorescu |
| Marius Moga    | Cristian Sanda   | 104%     | 54% 46%                  | 96%      | Liviu Teodorescu |
| Loredana Groza | Dragoș Chircu    | 115%     | 50%                      | 85%      | Iulian Canaf     |
| Loredana Groza | Dragoș Chircu    | 115%     | 65% 35%                  | 85%      | Iulian Canaf     |
| Horia Brenciu  | Iuliana Pușchilă | 121%     | 60% 40%                  | 79%      | Irina Tănase     |
| Horia Brenciu  | Iuliana Pușchilă | 121%     | 61% 39%                  | 79%      | Irina Tănase     |
| Smiley         | Ștefan Stan      | 118%     | 55% 45%                  | 82%      | Cătălin Dobre    |
| Smiley         | Ștefan Stan      | 118%     | 63% 37%                  | 82%      | Cătălin Dobre    |

### Săptămâna 5: finala (26 decembrie)
Cei patru finaliști s-au întrecut în finala de pe 26 decembrie 2011, interpretând câte trei piese fiecare: una solo, una împreună cu antrenorul și una împreună cu un muzician cunoscut din România. Câștigătorul a fost determinat exclusiv prin votul publicului. Ștefan Stan a câștigat televotul cu 37,67% din voturi.
| Antrenor       | Concurent        | Ordine | Cântec solo                                                | Ordine | Cântec în duet (cu un muzician cunoscut)                      | Ordine | Cântec în duet (cu antrenorul)                                    | Loc |
| -------------- | ---------------- | ------ | ---------------------------------------------------------- | ------ | ------------------------------------------------------------- | ------ | ----------------------------------------------------------------- | --- |
| Loredana Groza | Dragoș Chircu    | 1      | „When a Man Loves a Woman” (Percy Sledge / Michael Bolton) | 11     | „Abrázame” — cu Pepe (Julio Iglesias)                         | 7      | „Time To Say Goodbye” (Andrea Bocelli și Sarah Brightman)         | 2   |
| Marius Moga    | Cristian Sanda   | 6      | „Feeling Good” (Cy Grant / Michael Bublé)                  | 2      | „Adagio” — cu Felicia Filip (Lara Fabian)                     | 9      | „Tot mai sus” (Guess Who și deMoga)                               | 4   |
| Horia Brenciu  | Iuliana Pușchilă | 5      | „The Winner Takes It All” (ABBA)                           | 10     | „20 de ani” — cu Voltaj (Voltaj)                              | 3      | „(I've Had) The Time of My Life” (Bill Medley și Jennifer Warnes) | 3   |
| Smiley         | Ștefan Stan      | 12     | „My Way” (Frank Sinatra)                                   | 8      | „Vivo per lei” — cu Andra (Andrea Bocelli și Giorgia Todrani) | 4      | „(I Can't Get No) Satisfaction” (The Rolling Stones)              | 1   |

| Ordine | Artist | Cântec                                 |
| ------ | --- | -------------------------------------- |
| 1      | Daniel, Robert, Dragoș, Marcel, Alexandra, Sebastian, Cristina, Anthony, Iuliana, Cătălin, Aminda, Oana Brutaru, Oana Radu, Irina, Cristian și Liviu | „Joy to the World”                     |
| 2      | Cătălin Dobre și Cabron | „Spune-mi dacă vrei”                   |
| 3      | Andra și Alexandra Penciu | „Over the Rainbow” (Judy Garland)      |
| 4      | Loredana Groza, Aminda, Alexandra Crăescu, Oana Brutaru și Alexandra Penciu                                                                          | „Extravaganza” (Loredana Groza)        |
| 5      | Horia Brenciu, Daniel Dragomir, Vlad Gliga, Claudiu Mirea și Robert Patai                                                                            | „I Want It That Way” (Backstreet Boys) |
| 6      | Liviu Teodorescu, LuKone și deMoga | „Electronic Symphony”                  |
| 7      | Horia Brenciu, Loredana Groza, Smiley și Marius Moga                                                                                                 | „We Are the Champions” (Queen)         |
| 8      | Ștefan Stan | „My Way” (Frank Sinatra)               |

| Loc | Antrenor       | Concurent        | Rezultat |
| --- | -------------- | ---------------- | -------- |
| 1   | Smiley         | Ștefan Stan      | 37,67%   |
| 2   | Loredana Groza | Dragoș Chircu    | 23,01%   |
| 3   | Horia Brenciu  | Iuliana Pușchilă | 20,69%   |
| 4   | Marius Moga    | Cristian Sanda   | 18,63%   |

## Tabelele eliminărilor
| Legendă | Legendă |
| --- | --- |
| - Concurent în echipa Brenciu - Concurent în echipa Loredana - Concurent în echipa Smiley - Concurent în echipa Moga | - Concurent salvat de public - Concurent salvat de antrenor - Concurent intrat la „Cântecul decisiv” - Concurent eliminat fără o probă suplimentară |

### Combinat
| Episod → Concurent ↓ | Episod → Concurent ↓ | Săptămâna 1      | Săptămâna 2      | Săptămâna 3                | Săptămâna 4                | Săptămâna 4                | Săptămâna 5                |
| Episod → Concurent ↓ | Episod → Concurent ↓ | Săptămâna 1      | Săptămâna 2      | Săptămâna 3                | Marți                      | Vineri                     | Săptămâna 5                |
| -------------------- | -------------------- | ---------------- | ---------------- | -------------------------- | -------------------------- | -------------------------- | -------------------------- |
|                      | Ștefan Stan          | Salvat           |                  | Salvat                     | Salvat                     | Salvat (118 p.)            | Câștigător (37,67%)        |
|                      | Dragoș Chircu        |                  | Salvat           | Salvat                     | Salvat                     | Salvat (115 p.)            | Locul 2 (23,01%)           |
|                      | Iuliana Pușchilă     | Salvată          |                  | Salvată                    | Salvată                    | Salvată (121 p.)           | Locul 3 (20,69%)           |
|                      | Cristian Sanda       |                  | Salvat           | Salvat                     | Salvat                     | Salvat (104 p.)            | Locul 4 (18,63%)           |
|                      | Liviu Teodorescu     |                  | Salvat           | Salvat                     | Salvat                     | Eliminat (96 p.)           | Eliminați (locurile 5–8)   |
|                      | Iulian Canaf         |                  | Salvat           | Salvat                     | Salvat                     | Eliminat (85 p.)           | Eliminați (locurile 5–8)   |
|                      | Cătălin Dobre        | Salvat           |                  | Salvat                     | Salvat                     | Eliminat (82 p.)           | Eliminați (locurile 5–8)   |
|                      | Irina Tănase         | Salvată          |                  | Cântecul decisiv           | Salvată                    | Eliminată (79 p.)          | Eliminați (locurile 5–8)   |
|                      | Daniel Dragomir      | Salvat           |                  | Salvat                     | Eliminat                   | Eliminați (locurile 9–12)  | Eliminați (locurile 9–12)  |
|                      | Oana Radu            |                  | Salvată          | Cântecul decisiv           | Eliminată                  | Eliminați (locurile 9–12)  | Eliminați (locurile 9–12)  |
|                      | Alexandra Crăescu    |                  | Salvată          | Cântecul decisiv           | Eliminată                  | Eliminați (locurile 9–12)  | Eliminați (locurile 9–12)  |
|                      | Anthony Icuagu       | Cântecul decisiv |                  | Cântecul decisiv           | Eliminat                   | Eliminați (locurile 9–12)  | Eliminați (locurile 9–12)  |
|                      | Marcel Lovin         | Salvat           |                  | Cântecul decisiv           | Eliminați (locurile 13–16) | Eliminați (locurile 13–16) | Eliminați (locurile 13–16) |
|                      | Aldo Blaga           |                  | Cântecul decisiv | Cântecul decisiv           | Eliminați (locurile 13–16) | Eliminați (locurile 13–16) | Eliminați (locurile 13–16) |
|                      | Oana Brutaru         |                  | Cântecul decisiv | Cântecul decisiv           | Eliminați (locurile 13–16) | Eliminați (locurile 13–16) | Eliminați (locurile 13–16) |
|                      | Robert Patai         | Cântecul decisiv |                  | Cântecul decisiv           | Eliminați (locurile 13–16) | Eliminați (locurile 13–16) | Eliminați (locurile 13–16) |
|                      | Aminda               |                  | Cântecul decisiv | Eliminați (locurile 17–20) | Eliminați (locurile 17–20) | Eliminați (locurile 17–20) | Eliminați (locurile 17–20) |
|                      | Sebastian Muntean    |                  | Cântecul decisiv | Eliminați (locurile 17–20) | Eliminați (locurile 17–20) | Eliminați (locurile 17–20) | Eliminați (locurile 17–20) |
|                      | Mihai Popistașu      | Cântecul decisiv |                  | Eliminați (locurile 17–20) | Eliminați (locurile 17–20) | Eliminați (locurile 17–20) | Eliminați (locurile 17–20) |
|                      | Cristina Vasiu       | Cântecul decisiv |                  | Eliminați (locurile 17–20) | Eliminați (locurile 17–20) | Eliminați (locurile 17–20) | Eliminați (locurile 17–20) |
| Concurent ↑ Etapă →  | Concurent ↑ Etapă →  | Primii 20        | Primii 20        | Primii 16                  | Primii 12                  | Semifinala                 | Finala                     |

### Pe echipe
| Episod → Concurent ↓ | Episod → Concurent ↓ | Săptămâna 1      | Săptămâna 2      | Săptămâna 3      | Săptămâna 4 | Săptămâna 4       | Săptămâna 5         |
| Episod → Concurent ↓ | Episod → Concurent ↓ | Săptămâna 1      | Săptămâna 2      | Săptămâna 3      | Marți       | Vineri            | Săptămâna 5         |
| -------------------- | -------------------- | ---------------- | ---------------- | ---------------- | ----------- | ----------------- | ------------------- |
|                      | Ștefan Stan          | Salvat           |                  | Salvat           | Salvat      | Salvat (118 p.)   | Câștigător (37,67%) |
|                      | Cătălin Dobre        | Salvat           |                  | Salvat           | Salvat      | Eliminat (82 p.)  |                     |
|                      | Anthony Icuagu       | Cântecul decisiv |                  | Cântecul decisiv | Eliminat    |                   |                     |
|                      | Marcel Lovin         | Salvat           |                  | Cântecul decisiv |             | Eliminați         | Eliminați           |
|                      | Mihai Popistașu      | Cântecul decisiv |                  |                  |             |                   |                     |
|                      |                      |                  |                  |                  |             |                   |                     |
|                      | Dragoș Chircu        |                  | Salvat           | Salvat           | Salvat      | Salvat (115 p.)   | Locul 2 (23,01%)    |
|                      | Iulian Canaf         |                  | Salvat           | Salvat           | Salvat      | Eliminat (85 p.)  |                     |
|                      | Alexandra Crăescu    |                  | Salvată          | Cântecul decisiv | Eliminată   |                   |                     |
|                      | Oana Brutaru         |                  | Cântecul decisiv | Cântecul decisiv |             | Eliminați         | Eliminați           |
|                      | Aminda               |                  | Cântecul decisiv |                  |             |                   |                     |
|                      |                      |                  |                  |                  |             |                   |                     |
|                      | Iuliana Pușchilă     | Salvată          |                  | Salvată          | Salvată     | Salvată (121 p.)  | Locul 3 (20,69%)    |
|                      | Irina Tănase         | Salvată          |                  | Cântecul decisiv | Salvată     | Eliminată (79 p.) |                     |
|                      | Daniel Dragomir      | Salvat           |                  | Salvat           | Eliminat    |                   |                     |
|                      | Robert Patai         | Cântecul decisiv |                  | Cântecul decisiv |             | Eliminați         | Eliminați           |
|                      | Cristina Vasiu       | Cântecul decisiv |                  |                  |             |                   |                     |
|                      |                      |                  |                  |                  |             |                   |                     |
|                      | Cristian Sanda       |                  | Salvat           | Salvat           | Salvat      | Salvat (104 p.)   | Locul 4 (18,63%)    |
|                      | Liviu Teodorescu     |                  | Salvat           | Salvat           | Salvat      | Eliminat (96 p.)  |                     |
|                      | Oana Radu            |                  | Salvată          | Cântecul decisiv | Eliminată   |                   |                     |
|                      | Aldo Blaga           |                  | Cântecul decisiv | Cântecul decisiv |             | Eliminați         | Eliminați           |
|                      | Sebastian Muntean    |                  | Cântecul decisiv |                  |             |                   |                     |
| Concurent ↑ Etapă →  | Concurent ↑ Etapă →  | Primii 20        | Primii 20        | Primii 16        | Primii 12   | Semifinala        | Finala              |

## Controverse
Lavinia Vâlcan, concurenta din echipa Smiley retrasă voluntar din concurs, a considerat că nu s-a putut exprima ca artist în cadrul emisiunii, după ce, confom acesteia, ar fi fost forțată să aleagă pentru confruntări între două piese care nu i se potriveau. Vâlcan a declarat că producătorii nu ar fi fost interesați de o a treia propunere din partea concurentei.

## Audiențe
| Etapă               | Nr. | Dată               | Dată               | Medie (mii) | Rating (%) |
| ------------------- | --- | ------------------ | ------------------ | ----------- | ---------- |
| Audiții pe nevăzute | 01  | 27 septembrie 2011 | 27 septembrie 2011 | 1 007       | 08,7       |
| Audiții pe nevăzute | 02  | 4 octombrie 2011   | 4 octombrie 2011   | 1 150       | 09,9       |
| Audiții pe nevăzute | 03  | 11 octombrie 2011  | 11 octombrie 2011  | 1 189       | 10,2       |
| Audiții pe nevăzute | 04  | 18 octombrie 2011  | 18 octombrie 2011  | 1 029       | 08,9       |
| Audiții pe nevăzute | 05  | 25 octombrie 2011  | 25 octombrie 2011  | 1 049       | 09,0       |
| Confruntări         | 06  | 1 noiembrie 2011   | 1 noiembrie 2011   | 1 096       | 09,4       |
| Confruntări         | 07  | 8 noiembrie 2011   | 8 noiembrie 2011   | 0 964       | 08,3       |
| Confruntări         | 08  | 15 noiembrie 2011  | 15 noiembrie 2011  | 0 969       | 08,3       |
| Spectacole live     | 09  | 22 noiembrie 2011  | Partea 1           | 0 816       | 07,0       |
| Spectacole live     | 09  | 22 noiembrie 2011  | Partea 2           | 0 489       | 04,2       |
| Spectacole live     | 10  | 29 noiembrie 2011  | 29 noiembrie 2011  | 0 859       | 07,4       |
| Spectacole live     | 11  | 6 decembrie 2011   | Partea 1           | 0 680       | 05,9       |
| Spectacole live     | 11  | 6 decembrie 2011   | Partea 2           | 0 503       | 04,3       |
| Spectacole live     | 12  | 9 decembrie 2011   | 9 decembrie 2011   | 0 667       | 05,7       |
| Spectacole live     | 13  | 13 decembrie 2011  | Partea 1           | 0 722       | 06,2       |
| Spectacole live     | 13  | 13 decembrie 2011  | Partea 2           | 0 506       | 04,4       |
| Semifinală          | 14  | 16 decembrie 2011  | 16 decembrie 2011  | 0 689       | 05,9       |
| Finală              | 15  | 26 decembrie 2011  | 26 decembrie 2011  | 0 982       | 08,5       |

- Notă: Cifrele sunt estimări la nivelul publicului din mediul urban.